# Đa Minh Vũ Đình Tước
Đa Minh Vũ Đình Tước là một linh mục dòng Đa Minh tử vì đạo dưới triều vua Minh Mạng, được Giáo hội Công giáo Rôma tôn phong Hiển Thánh vào năm 1988. Ông sinh năm 1775 tại làng Trung Lao, Nam Định (nay thuộc giáo xứ Trung Lao, xã Trung Đông, huyện Trực Ninh, tỉnh Nam Định, Giáo phận Bùi Chu). Sau khi thụ phong linh mục, ông gia nhập dòng thánh Đa Minh và khấn trọng thể ngày 18 tháng 4 năm 1812. Giám mục Delgado Y bổ nhiệm ông coi sóc họ đạo Xương Điền. Thời kỳ cấm đạo, ông thường ẩn trốn trong nhà dân. Ngày 2 tháng 4 năm 1839, khi ông đang dâng lễ thì bị bắt. Giáo dân xô xát với những người này, trong lúc hỗn loạn, ông bị chém mạnh vào đầu và qua đời. Thi thể được an táng tại Nhà thờ họ Xương Điền. 